# ヴィニャーレ・モンフェッラート
ヴィニャーレ・モンフェッラート（伊: Vignale Monferrato）は、イタリア共和国ピエモンテ州アレッサンドリア県にある、人口約1,000人の基礎自治体（コムーネ）。

## 地理

### 位置・広がり
| 隣接するコムーネは以下の通り。 - アルタヴィッラ・モンフェッラート - カマーニャ・モンフェッラート - カゾルツォ (AT) - フラッシネッロ・モンフェッラート - フビーネ・モンフェッラート - ル・エ・クッカロ・モンフェッラート (クッカロ・モンフェッラート) - オリーヴォラ |

### 地震分類
イタリアの地震リスク階級 (it) では、4 に分類される
。

## 行政

### 分離集落
ヴィニャーレ・モンフェッラートには、以下の分離集落（フラツィオーネ）がある。
- Fons Salera, Molignano, San Lorenzo